# Communauté d’agglomération Riom Limagne et Volcans
Die Communauté d’agglomération Riom Limagne et Volcans ist ein französischer Gemeindeverband mit der Rechtsform einer Communauté d’agglomération in Département Puy-de-Dôme in der Region Auvergne-Rhône-Alpes. Sie wurde am 12. Dezember 2016 gegründet und umfasst 31 Gemeinden. Der Verwaltungssitz befindet sich in  der Stadt Riom.

## Historische Entwicklung
Der Gemeindeverband entstand mit Wirkung vom 1. Januar 2017 durch die Fusion der Vorgängerorganisationen  
- Riom Communauté,
- Communauté de communes Limagne d’Ennezat und
- Communauté de communes Volvic Sources et Volcans.

Der ursprünglich als Communauté de communes Riom Limagne et Volcans gegründete Verband wurde mit Wirkung vom 1. Januar 2018 in die Rechtsform einer Communaute d’agglomération erhoben und auf die aktuelle Bezeichnung umbenannt.

## Mitgliedsgemeinden
| Gemeinde                                           | Einwohner 1. Januar 2022 | Fläche km² | Dichte Einw./km² | Code INSEE | Postleitzahl |
| -------------------------------------------------- | ------------------------ | ---------- | ---------------- | ---------- | ------------ |
| Chambaron sur Morge                                | 1.779                    | 14,05      | 127              | 63244      | 63200        |
| Chanat-la-Mouteyre                                 | 949                      | 14,27      | 67               | 63083      | 63530        |
| Chappes                                            | 1.609                    | 10,21      | 158              | 63089      | 63720        |
| Charbonnières-les-Varennes                         | 1.914                    | 32,12      | 60               | 63092      | 63410        |
| Châtel-Guyon                                       | 6.294                    | 14,06      | 448              | 63103      | 63140        |
| Chavaroux                                          | 531                      | 3,98       | 133              | 63107      | 63720        |
| Clerlande                                          | 631                      | 8,31       | 76               | 63112      | 63720        |
| Ennezat                                            | 2.658                    | 18,31      | 145              | 63148      | 63720        |
| Entraigues                                         | 732                      | 9,72       | 75               | 63149      | 63720        |
| Enval                                              | 1.581                    | 4,87       | 325              | 63150      | 63530        |
| Le Cheix-sur-Morge                                 | 689                      | 4,63       | 149              | 63108      | 63200        |
| Les Martres-d’Artière                              | 2.237                    | 14,96      | 150              | 63213      | 63430        |
| Lussat                                             | 944                      | 9,17       | 103              | 63200      | 63360        |
| Malauzat                                           | 1.160                    | 5,99       | 194              | 63203      | 63200        |
| Malintrat                                          | 1.133                    | 8,16       | 139              | 63204      | 63510        |
| Marsat                                             | 1.452                    | 4,08       | 356              | 63212      | 63200        |
| Martres-sur-Morge                                  | 732                      | 8,22       | 89               | 63215      | 63720        |
| Ménétrol                                           | 1.641                    | 8,94       | 184              | 63224      | 63200        |
| Mozac                                              | 3.889                    | 4,05       | 960              | 63245      | 63200        |
| Pessat-Villeneuve                                  | 744                      | 6,26       | 119              | 63278      | 63200        |
| Pulvérières                                        | 409                      | 14,75      | 28               | 63290      | 63230        |
| Riom                                               | 18.680                   | 31,97      | 584              | 63300      | 63200        |
| Saint-Beauzire                                     | 2.210                    | 16,08      | 137              | 63322      | 63360        |
| Saint-Bonnet-près-Riom                             | 2.078                    | 7,03       | 296              | 63327      | 63200        |
| Saint-Ignat                                        | 917                      | 15,37      | 60               | 63362      | 63720        |
| Saint-Laure                                        | 694                      | 6,89       | 101              | 63372      | 63350        |
| Saint-Ours                                         | 1.691                    | 55,64      | 30               | 63381      | 63230        |
| Sayat                                              | 2.519                    | 8,29       | 304              | 63417      | 63530        |
| Surat                                              | 611                      | 8,73       | 70               | 63424      | 63720        |
| Varennes-sur-Morge                                 | 432                      | 4,93       | 88               | 63443      | 63720        |
| Volvic                                             | 4.779                    | 27,78      | 172              | 63470      | 63530        |
| Communauté d’agglomération Riom Limagne et Volcans | 68.319                   | 401,82     | 170              | –          | –            |